# Can Querol (Horta)
Can Querol és una masia situada a la cantonada del passeig de Maragall amb el carrer de Petrarca, al barri d'Horta de Barcelona, catalogada com a bé cultural d'interès local.

## Història
Al segle xvii, era un petit mas propietat de Bernat Saladrigas, membre d'una de les principals famílies de l'antic municipi de Sant Joan d'Horta. Tot i que en origen dominava una extensa finca, al llarg del segle xviii es vengueren la major part de terres, a excepció de les que envoltaven el mas, i a mitjans de segle fou adquirit per Ermengol Gener, un ric comerciant barceloní, que entre 1773 i 1775 feu bastir l'edifici actual per a establir-hi la seva residència d'esbarjo.
Cap al 1860, la finca fou adquirida pel mercader i fabricant Rafael Valldejuli. Abans de la Guerra Civil la casa ja estava molt deteriorada i, el 1936, va ser confiscada per la FAI, que en va fer el seu quarter general. Recuperada per la família, l'any 1950 les germanes Elena i Dolors Valldejuli i Llopis crearen la Fundació Valldejuli, una residència de matrimonis ancians necessitats regida per les Religioses Hospitalàries de la Santa Creu, que encara avui dia s'hi allotja. Els estatuts van ser aprovats per l'arquebisbe de Barcelona Gregori Modrego i Casaus el 4 d'octubre del 1954, i poc després, es construïren els edificis annexos, paral·lels al passeig de Maragall.

## Descripció
Es tracta d'un edifici originàriament aïllat que en l'actualitat s'adossa a construccions annexes al bell mig d'un jardí. Comprèn planta baixa, dos pisos i golfes sota una teulada de quatre vertents. Disposa d'un accés principal orientat al jardí, al que s'arriba des del carrer de Petrarca. A través d'aquest portal s'accedeix a una àmplia zona de vestíbul que conté l'escala vers la planta primera.
Les façanes estan íntegrament revestides amb esgrafiats de morters bicolors. L'oriental i la principal contenen tres eixos verticals d'obertures, mentre que les façanes septentrional i meridional en presenten quatre. Tanmateix, les quatre façanes mostren trets compositius similars i comparteixen unes característiques principals que les unifiquen estilísticament: Les obertures, de grans dimensions, es presenten sempre alineades en eixos verticals i emmarcades amb muntants i llindes en forma d'arc escarser de pedra. Les façanes oriental i occidental presenten balcons amb volada feta de perfils metàl·lics i solera ceràmica amb baranes de barrots helicoidals rebolantats. Les finestres de les golfes presenten forma d'ull-de-bou el·líptic, molt característics de l'arquitectura tardobarroca barcelonina. Una motllura pètria ressegueix la línia de forjat de cadascun dels pisos, a l'altura de les llosanes dels balcons. Mentre les façanes de planta baixa estan estucades amb un fals carreuat, la resta de nivells es presenten íntegrament revestits amb notables esgrafiats d'inspiració rocalla a base de garlandes i gerros florals.
Pel que fa la distribució d'interiors, a la planta baixa hi ha el vestíbul principal, un espai cúbic de grans dimensions que presenta, rere un arc de mig punt de pedra, l'escala vers els pisos superiors. En aquest pis també s'hi localitza la capella i les antigues estances de recepció. A la primera planta s'hi conserva el gran saló central, destinat en origen a les festes de societat, i les habitacions principals.